# Barrage du Vieux Émosson
Le barrage du Vieux Émosson est un barrage de type voûte à vocation hydroélectrique situé en Suisse dans le canton du Valais, plus précisément dans la commune de Finhaut, sur l'ancien alpage du Vieux Émosson.
Décidé en 1952 et achevé en 1955, il est postérieur au barrage de Barberine, construit dans l'entre-deux-guerres, mais antérieur au barrage d'Émosson dont la retenue beaucoup plus importante a noyé ce précédent. Le Vieux Émosson domine d'environ trois cents mètres ces deux derniers, sa cote maximale étant située à plus de 2 200 mètres d'altitude.
À partir des années 2010, le barrage est intégré dans un complexe plus ambitieux, visant à faire des deux lacs d'Émosson une centrale de pompage-turbinage, celle du Nant de Drance. À cet effet, le barrage est partiellement détruit pour pouvoir être rehaussé de plus de vingt mètres afin d'accroître sa capacité maximale. 

## Localisation
Le barrage se trouve dans le canton du Valais sur la commune de Finhaut, sur la rive gauche du Rhône au-dessus de Martigny.
Plus précisément, le barrage se situe au point bas de l'ancien alpage du Vieux Émosson, noyé par la retenue. 

## Histoire du barrage
En 1952, l'électrification du réseau ferré helvétique fait croître fortement les besoins nationaux en hydroélectricité. La construction du barrage du Vieux Émosson est donc décidée,.
Le maître d'ouvrage du barrage est la société des CFF, qui ont besoin de puissance électrique pour faire fonctionner leurs trains.
Contrairement à son cadet, le barrage du Vieux Émosson ne dépend que de l'approvisionnement naturel de son bassin-versant par les précipitations.
Avant le projet Nant de Drance, les centrales électriques initiales étaient installées en deux paliers. Le premier était situé à Châtelard-Barberine, avec deux centrales cumulant une puissance de 113 MW, correspondant à une chute brute de 794 mètres. Le deuxième palier était celui de Vernayaz, avec une chute brute de 643 mètres et une puissance installée de 100 MW.

## Caractéristiques techniques
De 1955 à 2008, le barrage mesure 55 mètres de hauteur pour une longueur de crête de 170 mètres. L'ouvrage retient un lac de 11,2 à 13,8 millions de mètres cubes d'eau suivant les sources,.
Les travaux du projet Nant de Drance visent à transformer le complexe d'Émosson en station de pompage-turbinage. Dans ce cadre, la première étape, qui commence la 10 septembre 2008, est la surélévation du barrage du Vieux Émosson. Cette surélévation porte la hauteur totale de l'ouvrage à 76,5 mètres et la longueur de la voûte à 205 mètres. Le volume du lac retenu passe à 23,5 millions de mètres cubes à la cote maximale,. La surélévation permet en outre une augmentation de la puissance prévue de l'aménagement, qui passe de 600 à 900 MW.
Ces travaux nécessitent, afin de rectifier la géométrie de l'ouvrage, une démolition préalable du couronnement de celui-ci, avant d'ajouter au barrage environ 68 000 m3 de béton pour le surélever. Le 25 septembre 2014, le gros œuvre est terminé. Les finitions, et notamment les injections d'étanchéité, se poursuivent jusqu'en 2015.